# دختر میلر
دختر میلر (به انگلیسی: Miller's Girl) یک فیلم درام آمریکایی محصول ۲۰۲۴ به نویسندگی و کارگردانی جید هالی بارتلت است. در این فیلم جنا اورتگا و مارتین فریمن نقش دانش‌آموز و آموزگاری را ایفا می‌کنند که پس از انجام تکلیفی خلاقانه وارد یک رابطه پیچیده می‌شوند.
این فیلم در ۲۶ ژانویهٔ ۲۰۲۴ به‌وسیلهٔ لاینزگیت در ایالات متحده اکران شد.

## بازیگران
- مارتین فریمن در نقش جاناتان میلر
- جنا اورتگا در نقش کایرو سوییت
- گیدئون ادلون در نقش وینی بلک
- بشیر صلاح‌الدین در نقش بوریس فیلمور
- داگمارا دومینچیک در نقش بئاتریس
- کریستین آدامز در نقش جویس مَنِر

## بازخورد
در وبگاه جمع‌آوری نقد راتن تومیتوز، ٪۳۳ از ۳۹ بررسی منتقدان مثبت است و میانگینِ امتیاز آن ۵٫۴/۱۰ است. این فیلم در متاکریتیک که از میانگین وزنی استفاده می‌کند، بر اساس نظر ۱۰ منتقدین امتیاز ۴۳ از ۱۰۰ را کسب کرده که نشان‌گر «نقدهای مختلط یا متوسط» است.